# 9372 Вамлінбо
9372 Вамлінбо (9372 Vamlingbo) — астероїд головного поясу, відкритий 19 березня 1993 року.
Тіссеранів параметр щодо Юпітера — 3,288.